# William Dowdeswell
William Dowdeswell (12 mars 1721 - 6 février 1775) est un homme politique britannique.

## Biographie
Fils de William Dowdeswell de Pull Court, Bushley , Worcestershire, il fait ses études à la Westminster School, à la Christ Church d’Oxford, puis à l’Université de Leyde . Le baron d'Holbach est l'un de ses camarades.  
Il devient membre du Parlement de l'arrondissement familial de Tewkesbury en 1747, conservant ce siège jusqu'en 1754, et de 1761 jusqu'à sa mort, il est l'un des représentants du Worcestershire. Devenu une figure éminente parmi les Whigs, il devient Chancelier de l'Échiquier en 1765 sous le marquis de Rockingham, et son bref mandat à ce poste semble avoir été couronné de succès. Il est, selon les mots de Lecky, un bon financier mais rien de plus. 
À l'étonnement général, il refuse d'abandonner ses amis et de prendre ses fonctions sous William Pitt l'Ancien, qui succède à Rockingham en août 1766. Il dirige ensuite le parti Rockingham à la Chambre des communes, prenant une part active aux débats jusqu’à sa mort .
En 1774, lors du débat parlementaire sur le Boston Port Act, il prévient que celui-ci "allait bientôt enflammer toute l'Amérique et susciter une querelle que vous ne pourrez pas pacifier et calmer" . 

## Famille
Il épouse Bridget, fille de Sir William Codrington, 1er baronnet en 1747. Il meurt à Nice en février 1775. L'épitaphe très élogieuse sur son monument à Bushley a été écrite par Edmund Burke.